# Naches
Naches – miasto w Stanach Zjednoczonych, w stanie Waszyngton, w hrabstwie Yakima.